# Sophie in Bayern

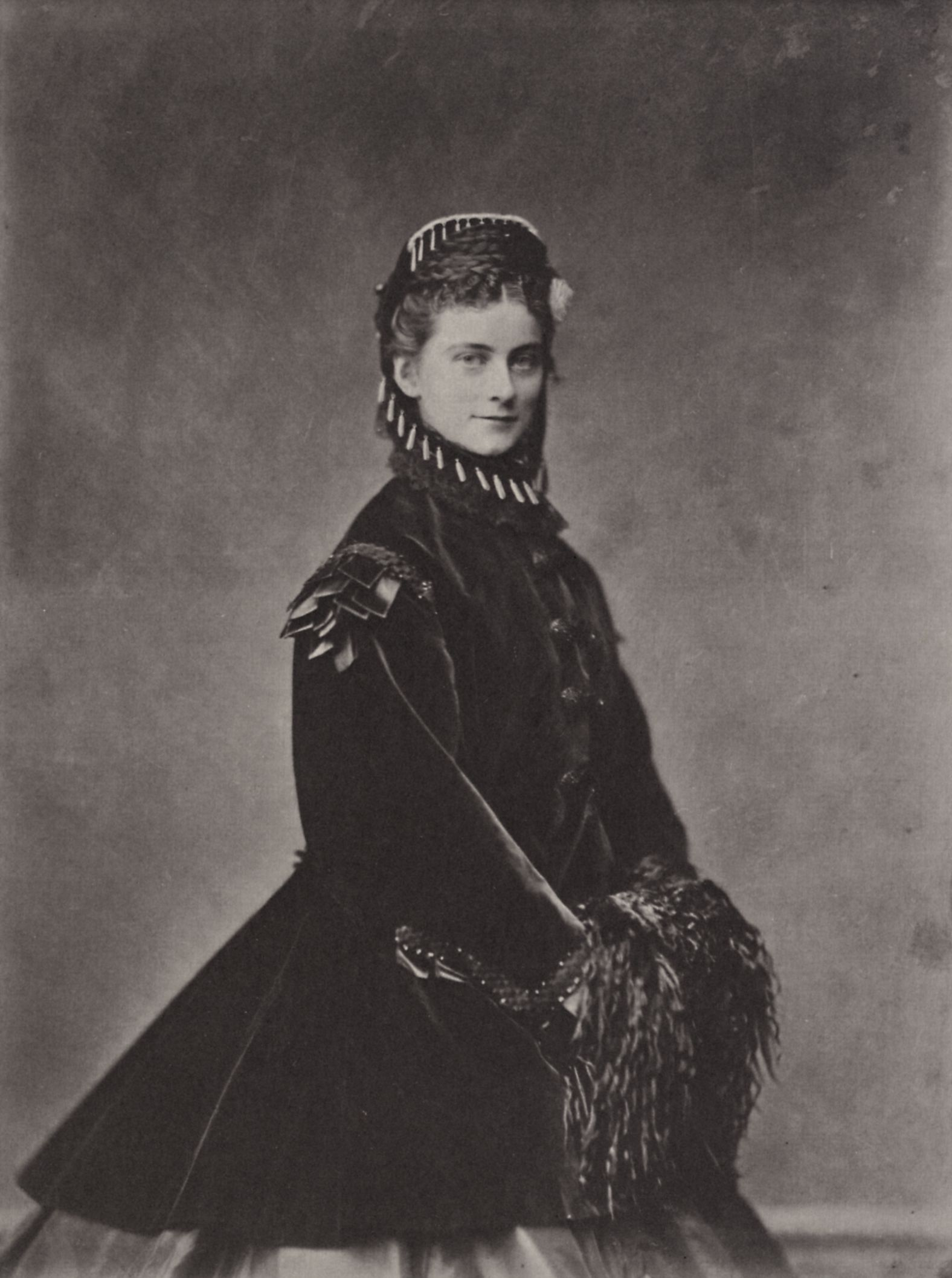
Sophie, Herzogin in Bayern, 1867

Sophie Charlotte Auguste (* 22. Februar 1847 in München; † 4. Mai 1897 in Paris) war eine geborene Herzogin in Bayern und verheiratete Herzogin von Alençon.

## Leben

### Kindheit
Sophie Charlotte war das neunte Kind und die fünfte Tochter des Herzogs Max Joseph in Bayern und der Herzogin Ludovika, einer geborenen Prinzessin von Bayern. Ihre älteren Schwestern waren unter anderem die spätere Kaiserin Elisabeth von Österreich und die letzte Königin von Neapel-Sizilien, Marie in Bayern. Wie ihre Geschwister verbrachte sie den größten Teil ihrer Kindheit auf Schloss Possenhofen am Starnberger See in der Nähe von München. Nachdem alle ihre Schwestern verheiratet waren, war sie ab 1861 die einzige noch dort bei ihren Eltern lebende Tochter. Sie war eng befreundet mit dem zwei Jahre älteren Kronprinzen Ludwig von Bayern, der 1864 als Ludwig II. von Bayern den Königsthron besteigen sollte. Beide teilten ihre Liebe zur Musik Richard Wagners und zur Natur. Da Sophie eine schöne Singstimme hatte und auch gut Klavier spielte, spielte und sang sie Ludwig oft Stücke aus Wagners Opern vor.

### Ehebewerber
Da sie die Schwägerin des österreichischen Kaisers Franz Joseph I. war, mangelte es nicht an Bewerbern um ihre Hand. Es gab Ehepläne mit Herzog Philipp von Württemberg († 1917), Prinz Louis von Portugal und schließlich mit Ludwig Viktor von Österreich, dem homosexuellen Bruder ihres Schwagers, des österreichischen Kaisers, welcher ihr im April 1866 einen Heiratsantrag machte, den Sophie nicht annahm.

### König Ludwig II.

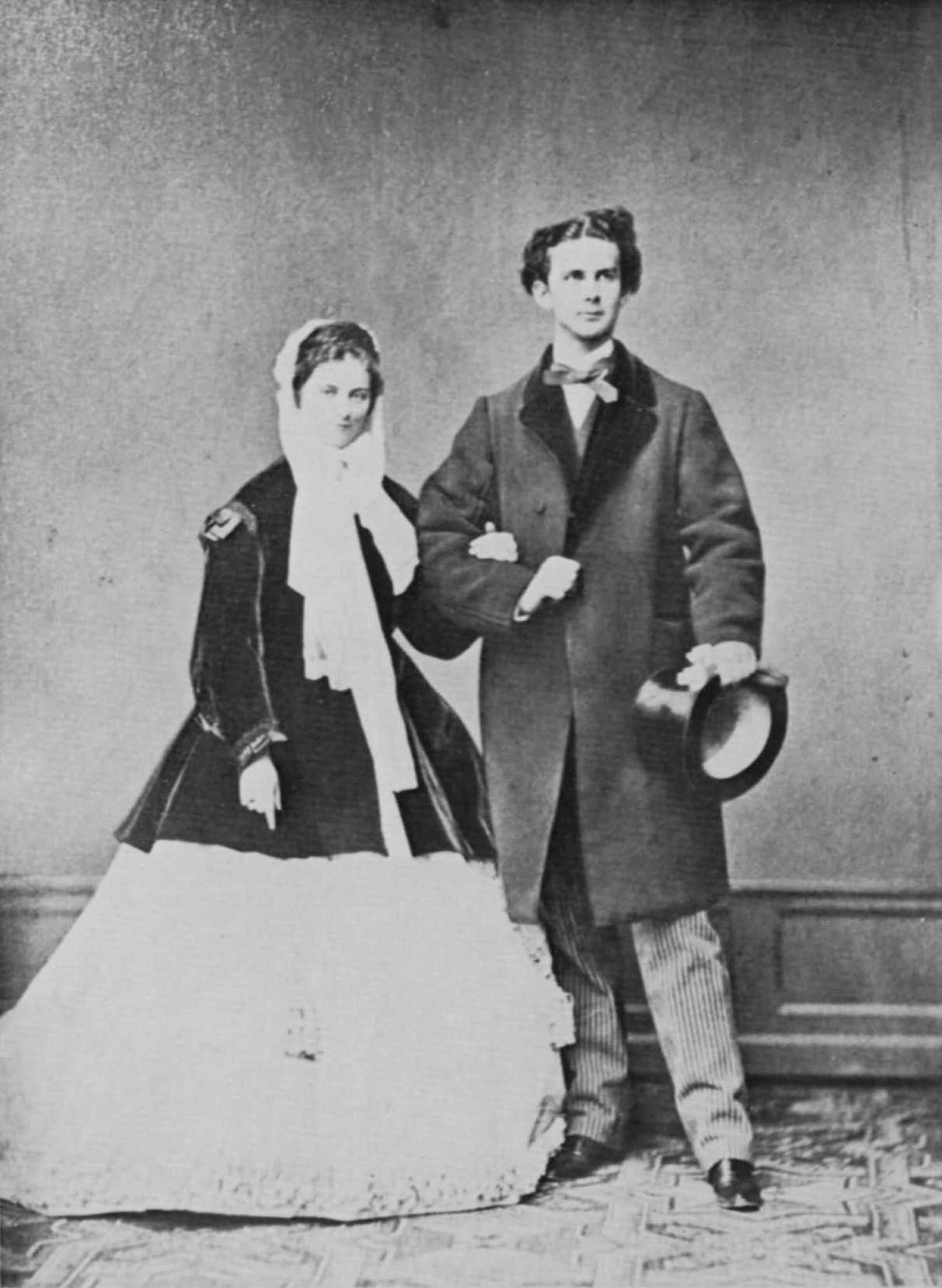
Joseph Albert: Offizielles Verlobungsfoto von Sophie und Ludwig II.

Da Sophies Kontakt zu König Ludwig II. aber weiterhin eng blieb, beschloss Herzogin Ludovika, den König nach der Ernsthaftigkeit seines Umgangs mit ihrer Tochter zu befragen. Der König – der seit 1863 eine stark homoerotisch gefärbte Beziehung zu seinem gut aussehenden Adjutanten Paul von Thurn und Taxis pflegte und in Sophie nur eine verständnisvolle Freundin sah –, reagierte auf die Offenheit seiner Großtante (Ludovika war die Halbschwester seines Großvaters König Ludwig I.) sehr empfindlich und beschloss, Possenhofen ab diesem Zeitpunkt zu meiden. Ludovika verbot daraufhin ihrer Tochter den Kontakt mit dem König. Trotzdem schrieben sich Sophie und Ludwig weiterhin heimlich Briefe.
Nachdem Ludwig II. im November 1866 seine enge Beziehung zu Paul von Thurn und Taxis plötzlich beendet und Sophie am 18. und am 20. Januar 1867 auf zwei Bällen wiedergesehen hatte, kam es zu einem völlig unerwarteten Sinneswandel des Königs, der nun um Sophies Hand anhielt und versicherte, dass er Sophie jetzt „aufrichtig liebe“. Am 22. Januar 1867 wurde die Verlobung öffentlich mitgeteilt. Während einer Vorführung im Hoftheater holte Ludwig Sophie zu sich in die Königsloge und sie nahm neben ihm Platz.
Über seine Entscheidung wurde der bayerische König bald sehr unsicher. Seiner Mutter hatte er ohnehin anvertraut, dass er vorhatte nur „in Engelsehe mit Sophie zu leben“ (d. h. die Ehe nicht körperlich zu vollziehen). In den folgenden Monaten kam es mehrfach zu Vorfällen, in denen Ludwig teilweise öffentlich eine ambivalente, gefühllose und verletzende Haltung gegenüber Sophie an den Tag legte.

Es kam hinzu, dass der König im Mai 1867 einen jungen Mann namens Richard Hornig kennenlernte, mit dem er sehr schnell eine heimliche innige Liebesbeziehung begann und den er zu seinem Stallmeister (später zu seinem Privatsekretär) machte; Hornig begleitete Ludwig im August des Jahres auch auf eine Reise nach Paris. Danach verschob der König zweimal den geplanten Hochzeitstermin, zuerst vom 25. August 1867 auf den 12. Oktober, dann auf den 28. November.
Von Ludwigs Verhalten und den mehrfachen Aufschüben alarmiert, schrieb zunächst Sophie an Ludwig einen Brief, in dem sie ihm „sein Wort (d.h. sein Eheversprechen, Anm. d. V.) zurückgab“. Im Oktober schrieb auch Herzog Max in Bayern, Sophies Vater, an Ludwig, in dem er ihn aufforderte, entweder den neuen Heiratstermins einzuhalten oder Sophie freizugeben, da er seine Tochter ob der mehrfachen Aufschiebung der Hochzeit kompromittiert sah. Etwa gleichzeitig verfasste Ludwig einen Abschiedsbrief an Sophie. Die Verlobung wurde gelöst.

### Edgar Hanfstaengl

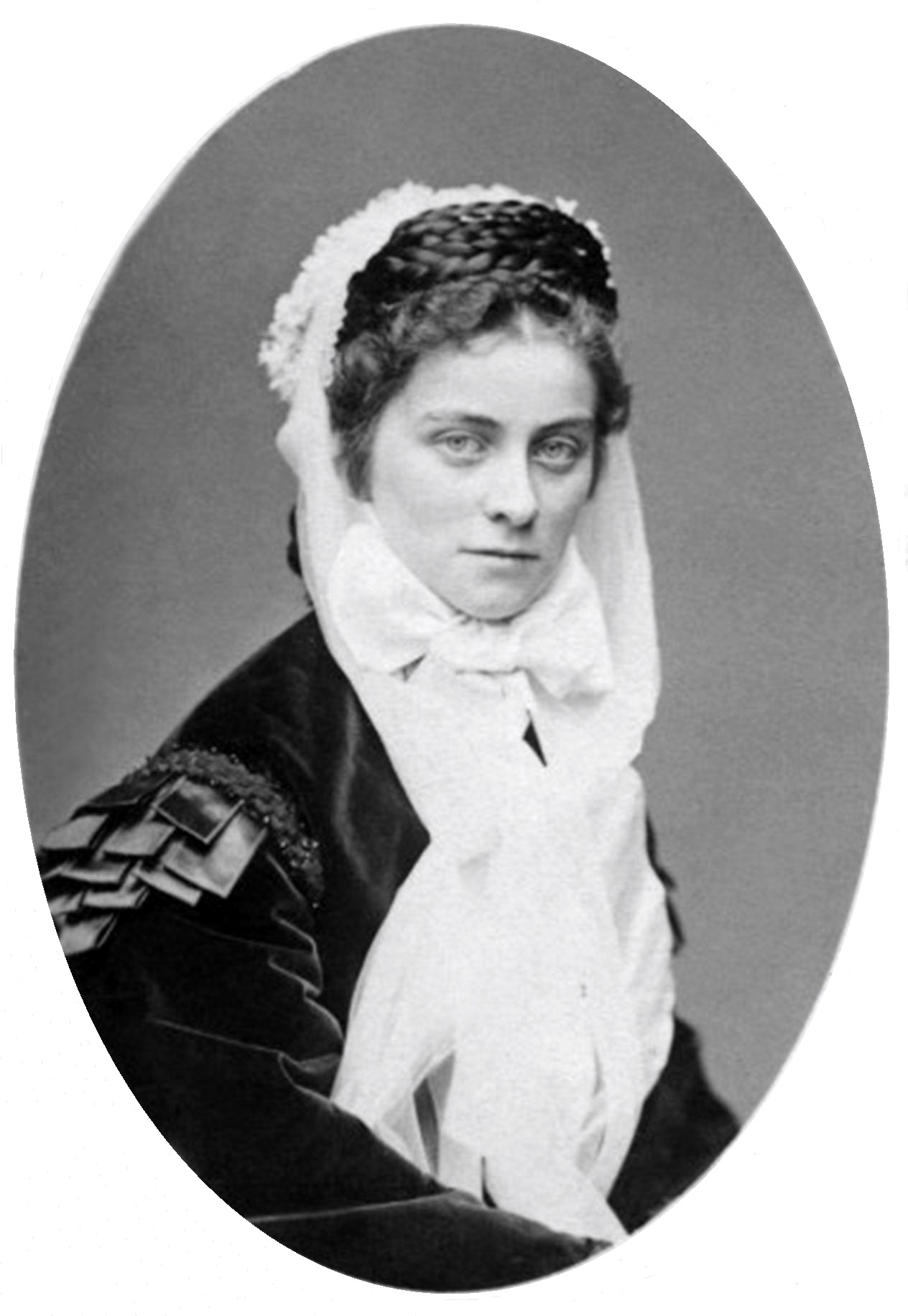
Porträt von Sophie Herzogin in Bayern im Jahre 1867 von Joseph Albert.

Wie Sophie den Skandal der gelösten Verlobung mit dem bayerischen König erlebte, ist nicht klar. Sie war jedoch nie völlig naiv gewesen und hegte von anfang an durchaus Zweifel an Ludwigs Liebesbeteuerungen, die sie durch sein Verhalten immer mehr bestätigt sah.

Vor diesem Hintergrund sind wahrscheinlich die folgenden Ereignisse zu verstehen: Nur drei Tage nach ihrer Verlobung mit Ludwig war sie im Fotoatelier von Franz Hanfstaengl dessen Sohn Edgar begegnet, der nach einer umfassenden Ausbildung zum Handelskaufmann erst wieder aus dem Ausland nach München zurückgekehrt war. Vermutlich hatten sich Sophie und Edgar schon seit ihrer Kindheit gekannt, da Franz Hanfstaengl ein gern gesehener Gast in der „Artusrunde“ des Herzogs Max war, zu der sich meist bürgerliche Gelehrte und Künstler trafen. Durch die vielen Fotografien, die nun von der Königsbraut angefertigt werden mussten, und durch die Nachbestellungen, die stets Edgar nach Possenhofen brachte, kamen sie einander näher und verliebten sich ineinander. Für Sophie ergaben sich dadurch große Schwierigkeiten.

Obwohl sie sich völlig darüber im Klaren war, dass diese Liebe keine Zukunftsaussichten hatte, wurden mit der Hilfe zweier Hofdamen, Natalie von Sternbach und Antonia Pfretzschner, einige heimliche Treffen zwischen dem 27. Juni und Mitte August arrangiert. Deren Zustandekommen war zumeist höchst kompliziert, da stets auf absolute Geheimhaltung geachtet werden musste. Schließlich durfte niemand erfahren, dass die zukünftige Königin von Bayern ein Verhältnis mit einem Bürger hatte. Es sind zwei Zusammentreffen auf Schloss Pähl und zwei im Herzog-Max-Palais in München dokumentiert.
Fünf Liebesbriefe, die Sophie Charlotte zwischen Juli und September 1867 an Edgar Hanfstaengl geschrieben hat, sind erhalten geblieben. Erna Hanfstaengl, die einzige Tochter Edgars, übergab trotz der Anweisung ihres Vaters, diese ungelesen zu verbrennen, die Briefe kurz vor ihrem Tod dem Münchener Fotografen und Autor Heinz Gebhardt mit der Bitte, dass „diese Sache einmal richtig gestellt wird“. Nach der Überprüfung ihrer Echtheit veröffentlichte Gebhardt die Briefe und machte die Affäre publik.

### Hochzeit mit Ferdinand von Alençon

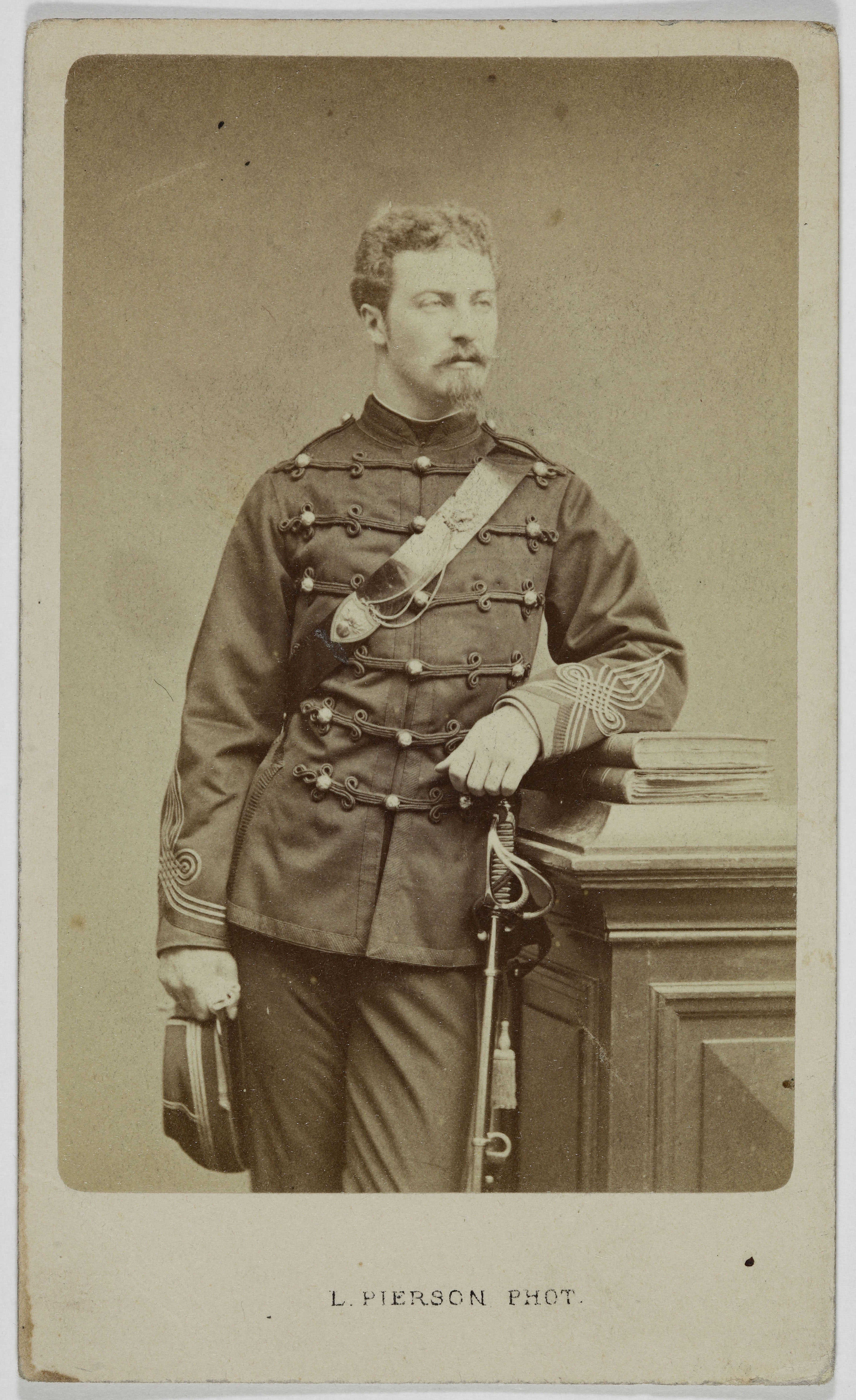
Ferdinand Herzog von Alençon

Herzogin Ludovika hatte mittlerweile Ausschau nach einem neuen Heiratskandidaten für Sophie gehalten, um die Schmach durch die aufgelöste Verlobung so bald wie möglich vergessen zu machen.

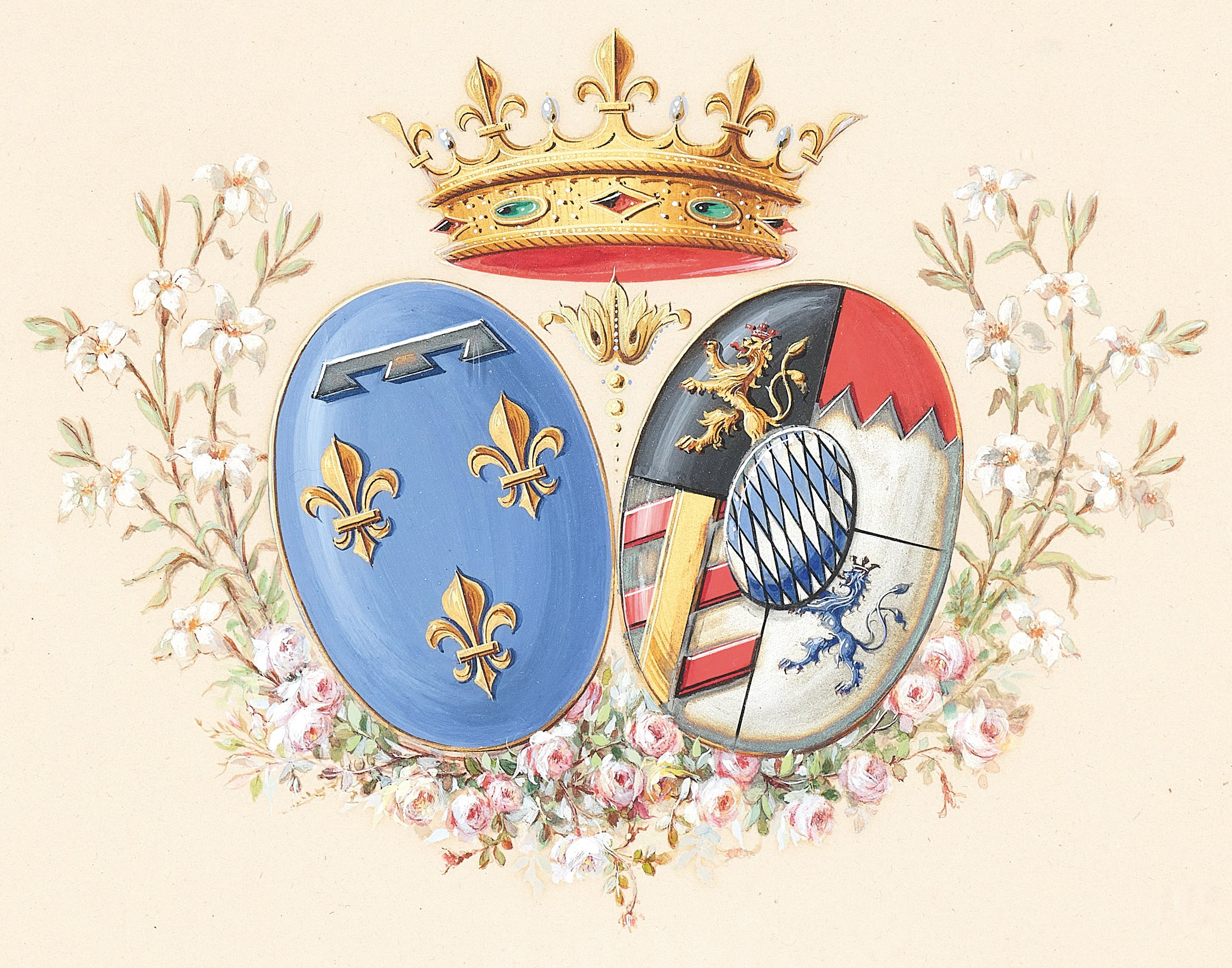
Ehewappen der Herzogin Sophie: Allianzwappen der Häuser Orléans und Bayern

Als möglichen Kandidaten fasste sie ein Mitglied des Hauses Orléans, einen Enkel des letzten französischen Königs, den Herzog Ferdinand von Alençon, ins Auge. Sie arrangierte ein Treffen der beiden am sächsischen Königshof. Ferdinand, der von Sophie begeistert war, hielt bereits am 19. Juni 1868 um ihre Hand an. Am 29. Juni 1868 reiste Ferdinand nach Possenhofen, um sich seinen künftigen Schwiegereltern vorzustellen. Am 28. September 1868 fand in einem Saal des Schlosses Possenhofen die Vermählung statt. Fürst Chlodwig zu Hohenlohe-Schillingsfürst, der als bayerischer Ministerpräsident Gast der Hochzeit war, notierte, dass das „'Ja' der Herzogin klang, als wolle sie sagen 'von mir aus, ja' oder 'meinetwegen'“.

### Eheleben
Schon bald reiste das Paar ab, um nach dem Besuch einiger Verwandten nach Bushy House bei Teddington zu reisen, wo das Ehepaar in der nächsten Zeit leben sollte. Seit der Revolution 1848 war es den Mitgliedern des französischen Königshauses verboten, Frankreich zu betreten, so dass sie im Exil, überwiegend in England, leben mussten. Sophie fühlte sich im tristen England nicht wohl. In einem Brief an ihre Mutter schrieb sie von einer „regennassen Finsternis“, die sie in ihrer neuen Heimat umgab.
Die ersten Ehejahre des Herzogs und der Herzogin von Alençon dürfen als harmonisch beschrieben werden. Erhaltene Briefe Sophie Charlottes sprachen von einer großen Sehnsucht nach Ferdinand, wenn sie für einige Tage voneinander getrennt waren. Am 19. Juli 1869 wurde in Bushy House Sophies Tochter Louise Victoire geboren. Am 18. Januar 1872 kam in Meran ihr Sohn Philippe Emmanuel zur Welt.
Kurz nach der Geburt Emmanuels betrat Sophie zum ersten Mal französischen Boden. Ihr neues Heim war ein Haus in Vincennes.
Sophies Gesundheitszustand in den frühen siebziger Jahren gab Anlass zu größter Sorge. Ihre Krankheit wurde durch schwere Depressionen weiter verstärkt. Ferdinand beschloss deswegen, die Sommermonate des Jahres in Bayern zu verbringen, wo Sophie im Umgang mit ihren Geschwistern, die sich alle um den Starnberger See versammelten, sichtlich aufblühte.

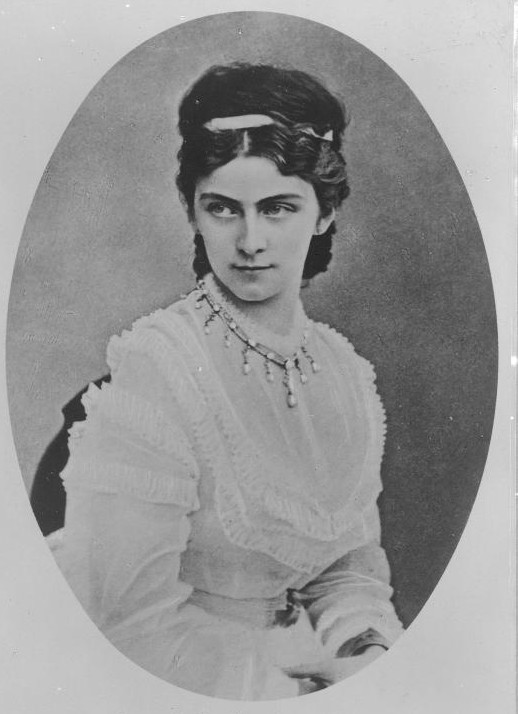
Sophie in Bayern, Duchesse d’Alençon, um 1870

### Nervenheilanstalt
Nach dem mysteriösen Tod ihres ehemaligen Verlobten, König Ludwig II. von Bayern, erkrankte Sophie Charlotte 1886 schwer an Scharlach und Diphterie. Auf Anraten ihres Bruders Carl Theodor in Bayern begab sie sich in München in ärztliche Behandlung. Im Winter 1886/1887 verliebte sich Sohie Charlotte in ihren behandelnden Arzt, der in der bisherigen Literatur nur als „Dr. Glaser“ bekannt war. Dem Historiker Christian Sepp gelang es, diesen als den in München praktizierenden praktischen Arzt Franz Joseph Sebastian Glaser zu identifizieren. Glaser war ein Jahr jünger als Sophie, mit der Tochter eines russischen Staatsrats verheiratet und Vater von drei kleinen Kindern. Wie knapp zwanzig Jahre zuvor, als sie sich in Edgar Hanfstaengl verliebt hatte, riskierte sie auch dieses Mal, ihre gesellschaftliche Stellung zu verlieren. Doch dieses Mal dachte sie offenbar, dass sie ohne Dr. Glaser nicht mehr leben könne und ging einen Schritt weiter: Selbstbewusst beabsichtigte sie, sich von ihrem Ehemann Ferdinand scheiden zu lassen, um Glaser heiraten zu können, dessen Ehe bereits am 7. Juni 1887 geschieden wurde.
In der bisherigen Literatur konnte man immer wieder die Behauptung finden, das Paar habe gemeinsam in die Schweiz flüchten wollen, sei aber in Meran aufgegriffen und getrennt worden. Jüngste Quellenforschungen belegen allerdings, dass Sophie sich seit Mai 1887 mit ihrem Ehemann und ihrer Tochter in Meran aufhielt. Als die Herzogin ihre Scheidungspläne nicht aufgeben wollte, konfrontierte man sie im Juni 1887 mit einem einberufenen Ärztekollegium, das erklärte, Sophie Charlotte sei an „moral insanity“ erkrankt. Das heißt, man unterstellte der Herzogin, sie sei nicht mehr in der Lage, zwischen einem moralisch richtigen und einem moralisch falschen Verhalten unterscheiden zu können. Zur Behandlung müsse man sie in einem Sanatorium unterbringen. Die Vorgänge in Meran versuchte man möglichst zu vertuschen. Die dramatische Zuspitzung des Konflikts wird in erster Linie durch Tagebuchaufzeichnungen ihrer Nichte Herzogin Amélie in Bayern überliefert.
So brachte der Herzog von Alençon auf Rat seines Schwagers Carl Theodor in Bayern Sophie Charlotte in das bekannte Sanatorium Maria Grün des Nervenarztes Richard von Krafft-Ebing bei Graz, wo man sich auf die Behandlung „sexueller Abartigkeiten“ spezialisiert hatte. Zur Behandlung gehörten unter anderem das Übergießen mit Eiswasser. Sophie Charlotte stand unter strenger Überwachung; so ließ man unter anderem ihre Briefe abfangen, die sie versuchte, an Glaser zu schicken, und übergab diese ihrem Ehemann. Es gelang ihr allerdings mindestens drei Briefe an ihren Geliebten nach München zu „schmuggeln“, der aber anscheinend nicht darauf antwortete und bereits im Dezember 1888, eineinhalb Jahre nach seiner Scheidung, eine andere Frau heiratete.
Nach einem Aufenthalt von sieben Monaten galt Sophie Charlotte als „geheilt“ und durfte das Sanatorium verlassen. Ihre Scheidungspläne gehörten der Vergangenheit an. Im Januar 1888 traf Sophie Charlotte in Wien wieder mit ihrer Schwester, Kaiserin Elisabeth, und deren Familie zusammen. Ihre Nichte, Erzherzogin Marie Valérie, vermerkte in ihrem Tagebuch: „Tante Sophie (mit Onkel Alençon bei Mama [Kaiserin Elisabeth]). Ganz und gar die Tante Sophie von ehemals, nur wennmöglich verjüngt ... blühend ... ruhige Heiterkeit, von Aufgeregtheit keine Spur, von Scham ... absolutes Rätsel ... schönstes Einverständnis mit Onkel Alençon.“
Im Jahr 1891, wiederum nach einer schweren Krankheit (Gelbsucht), versuchte Sophie abermals, mit Dr. Glaser durch mehrere Briefe in Kontakt zu treten. Der Herzog von Alençon kam jedoch dahinter, beriet sich auch diesmal brieflich mit seinem Vater, Sophies Bruder Karl Theodor und Dr. Krafft-Ebing und es wurde sogar ein erneuter Sanatoriumsaufenthalt ins Auge gefasst. Dazu kam es jedoch nicht, nachdem Sophie davon erfuhr, „alles beichtete“ und ihr Mann ihr verzieh.

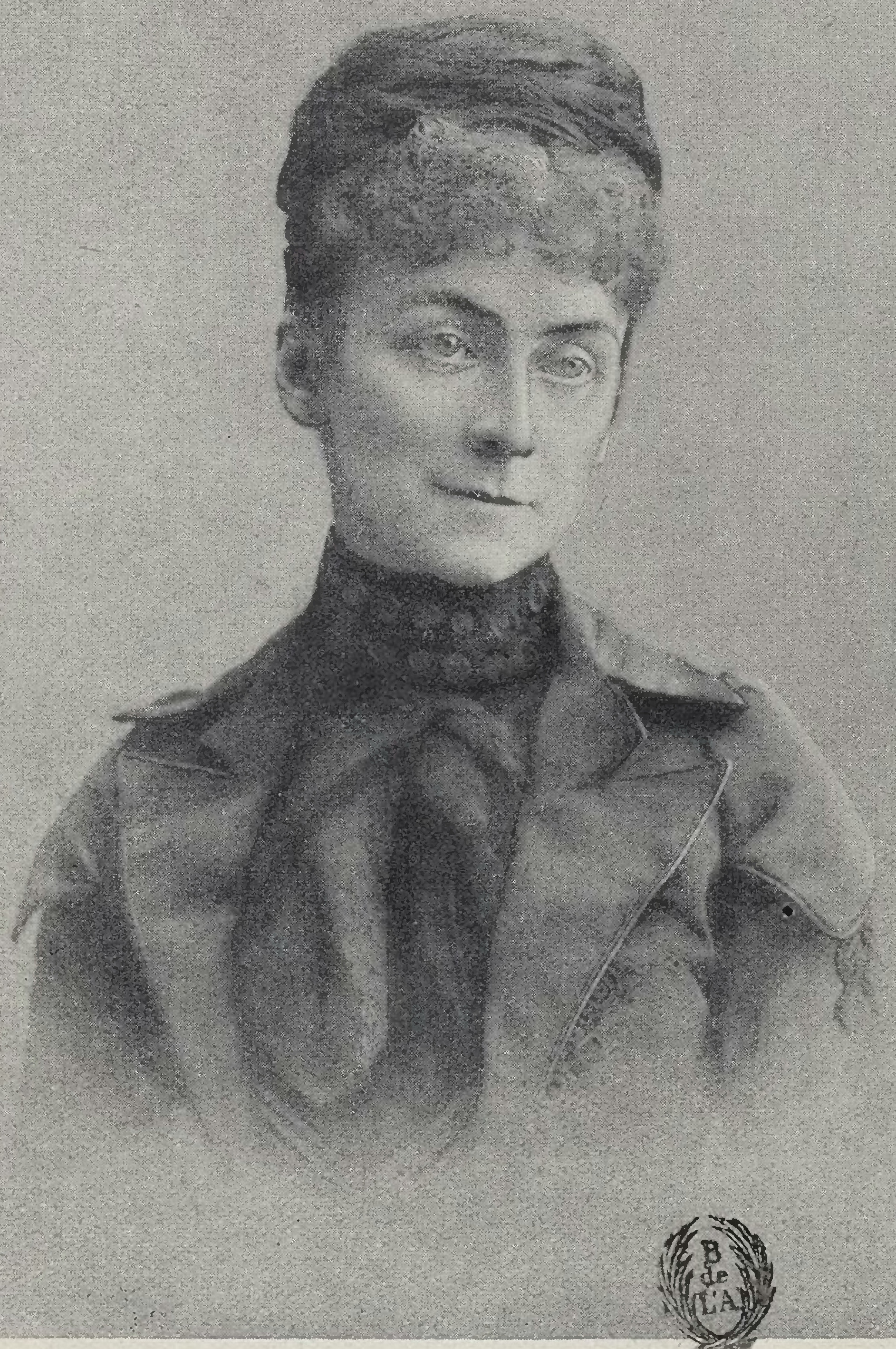
Sophie Charlotte Duchesse d’Alençon, um 1890

### Religion und Tod in Paris
Seit einem Besuch in Lourdes im Jahr 1875, der auf Sophie einen tiefen Eindruck gemacht hatte, verstärkte sich ihre Religiosität. Es ergab sich vor allem ein guter Kontakt zum Dominikanerorden, dem sie am 20. April 1880 als Tertiarin beitrat. Von da an spielten auch karitative Werke für sie eine zunehmend wichtige Rolle. In den 1890er Jahren wurde ihre persönliche Bindung an den Orden immer stärker und sie verfügte in ihrem Testament vom 4. Oktober 1896, dass sie nach dominikanischer Regel „in einem ganz einfachen Sarge, ohne Schmuck, wie eine Ordensperson beigesetzt werden“ wolle.
Im Mai 1897 übernahm Sophie beim Bazar de la Charité in der Rue Jean Goujon in Paris die Leitung des Verkaufsstandes der Dominikaner. Als am 4. Mai 1897 ein als Attraktion errichteter Kinematograph der Gebrüder Lumière im Bazar Feuer fing, kam es innerhalb von Minuten zu einem verheerenden Brand, bei dem über Hundert (evtl. 400) Menschen und auch Sophie Charlotte ums Leben kamen. Ihre entstellte Leiche konnte nur anhand des Gebisses durch ihren Zahnarzt identifiziert werden.
Sophies Sarg wurde in die Chapelle royale Saint-Louis, die Grabkapelle der Bourbonen, nach Dreux überführt.

## Galerie

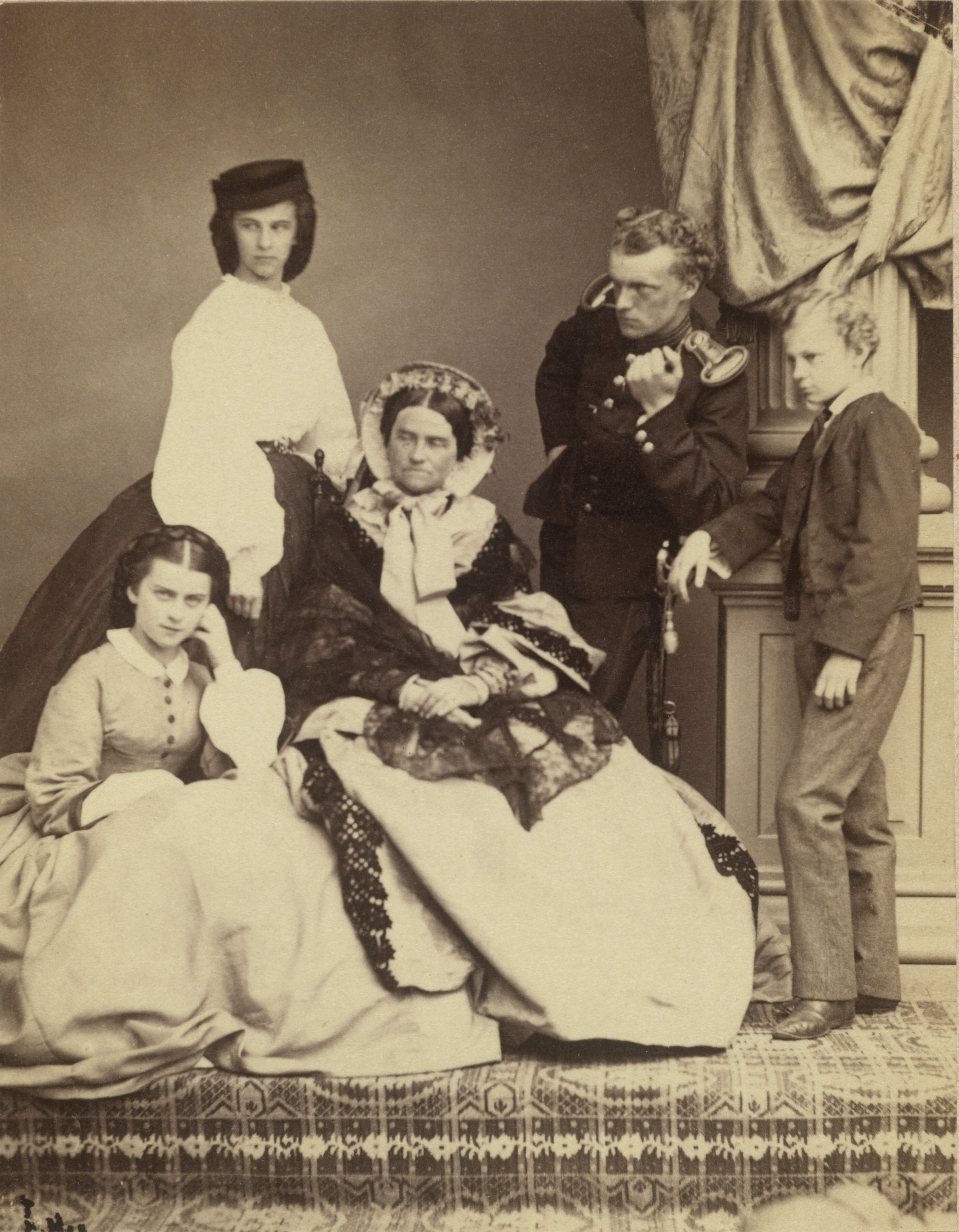
Ludovika, Prinzessin von Bayern, zusammen mit ihren Kindern Sophie (vorne links), Mathilde, Karl Theodor und Maximilian
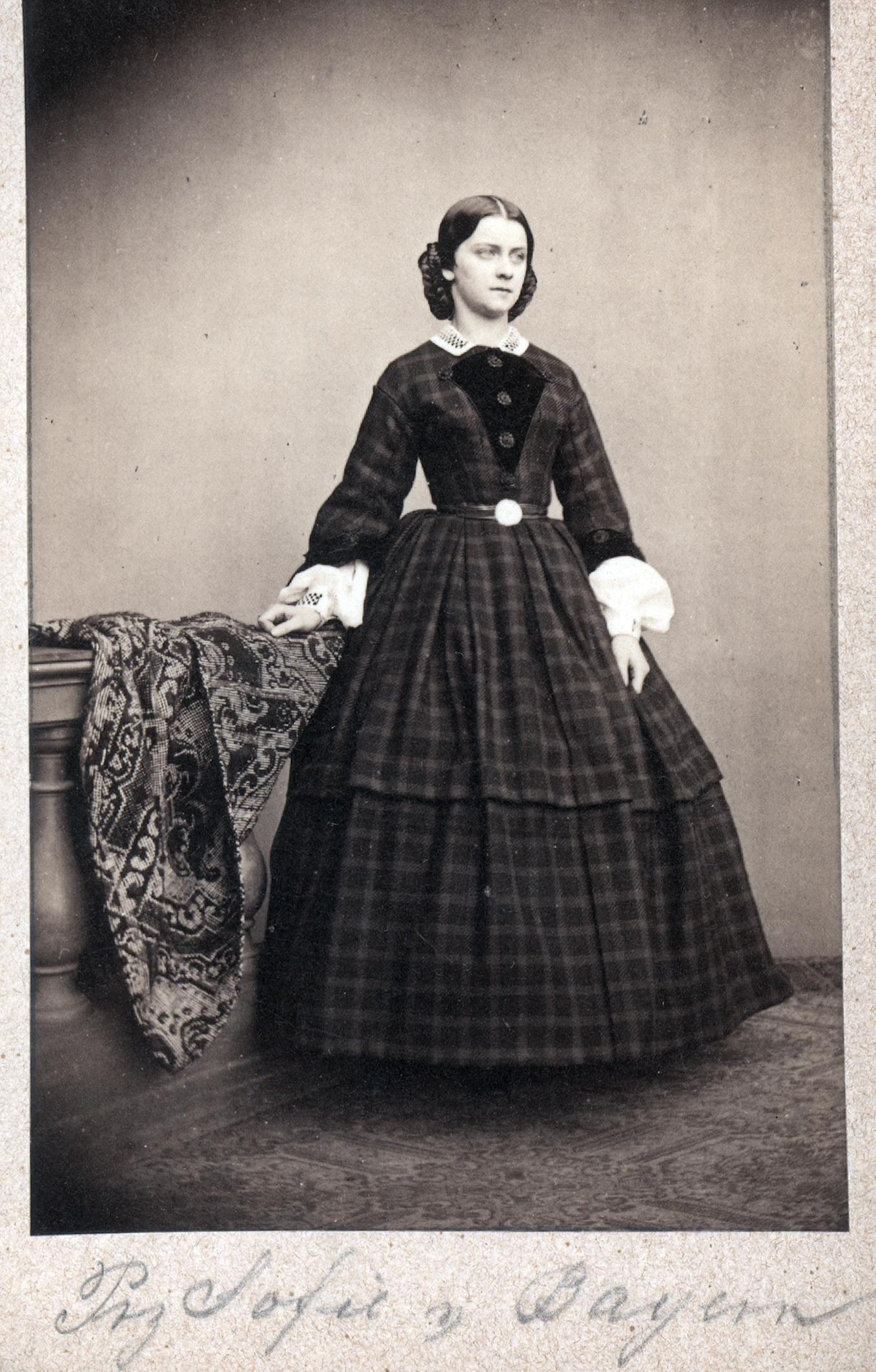
Sophie Charlotte in Bayern, frühe 1860er Jahre
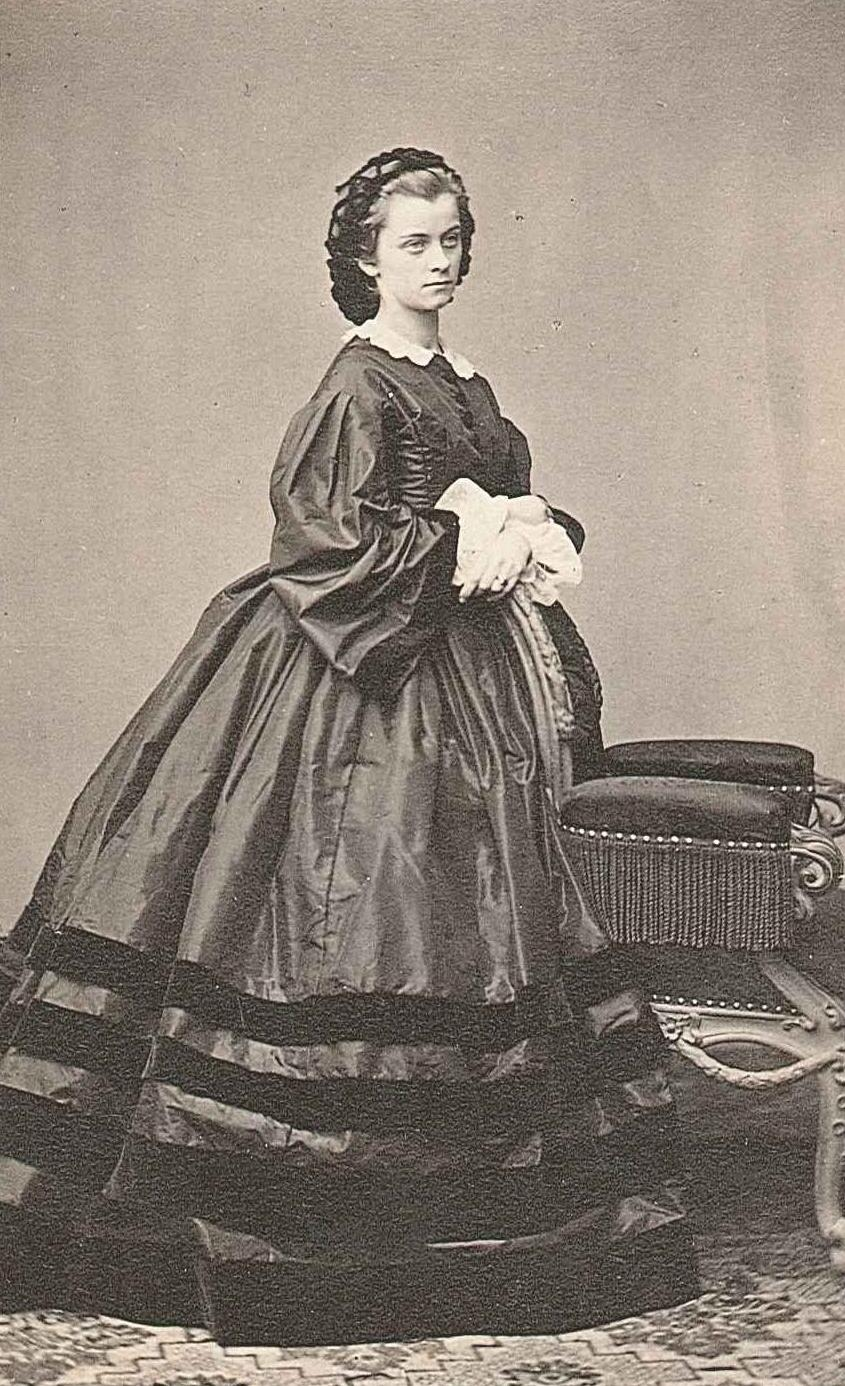
Herzogin Sophie in Bayern. Kabinettfotografie (um 1865)
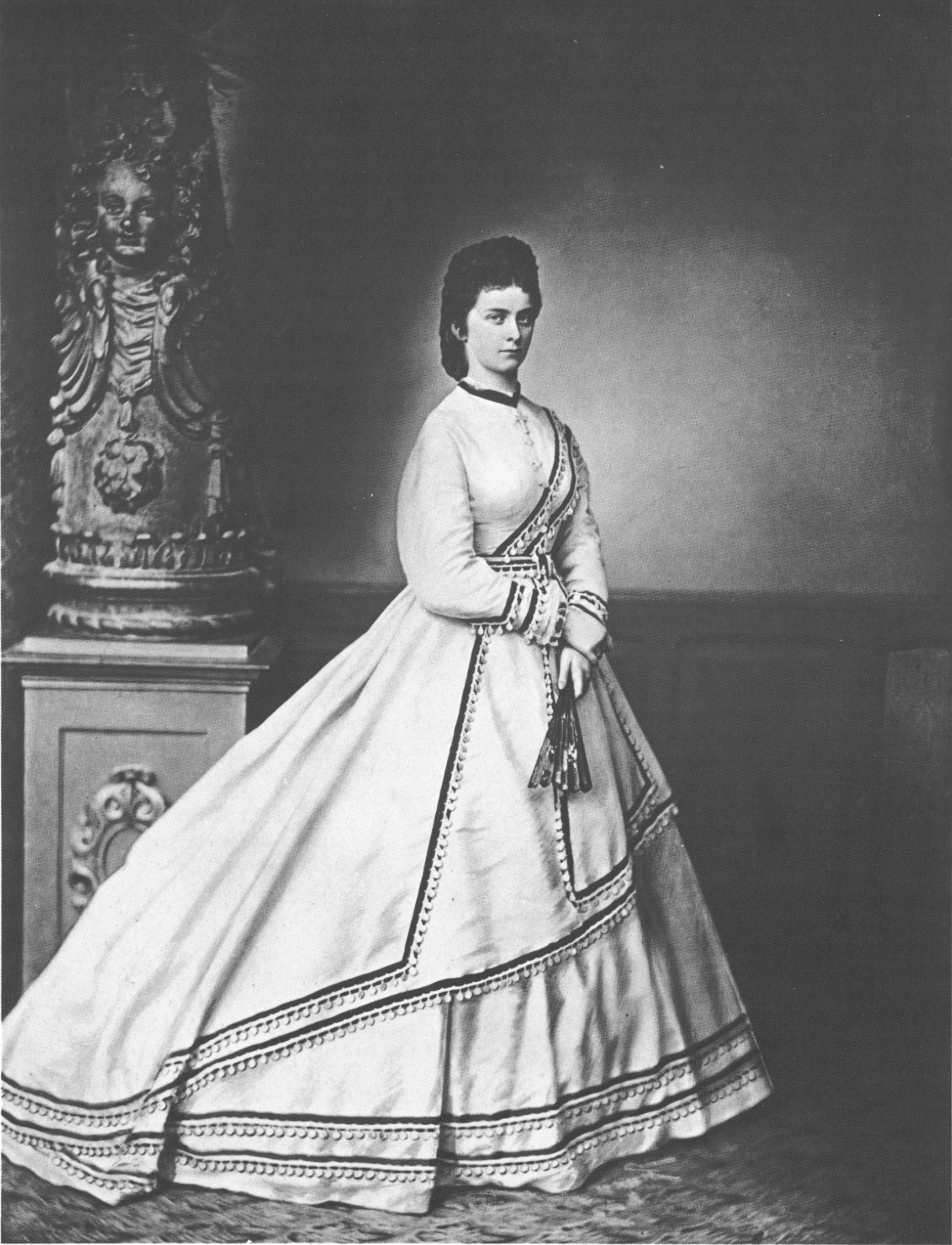
Herzogin Sophie in Bayern, 1867
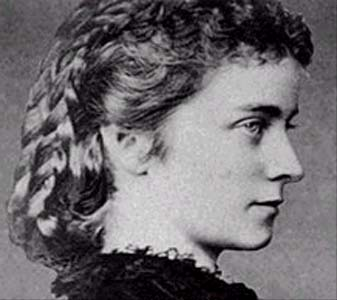
Sophie Charlotte, Quelle: Franz Hanfstaengl Fotoserie
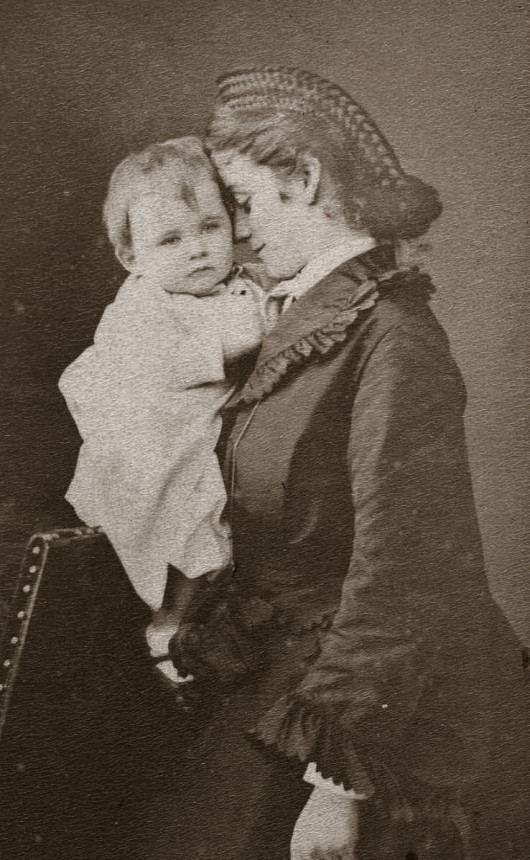
Sophie Charlotte, Duchesse d’Alençon mit ihrem Sohn Emmanuel, 1872
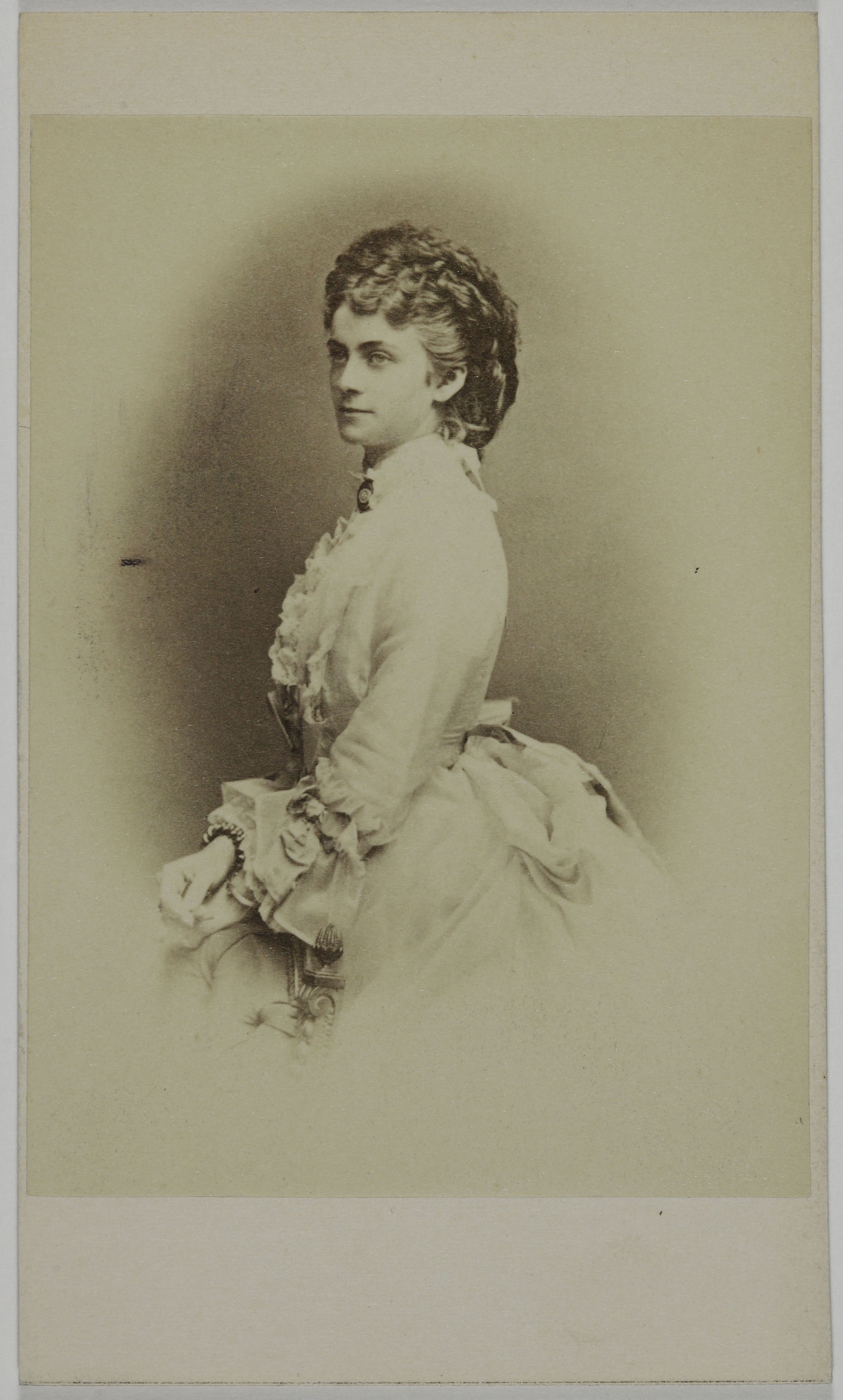
Sophie Charlotte Duchesse d’Alençon, ca. 1875–1880
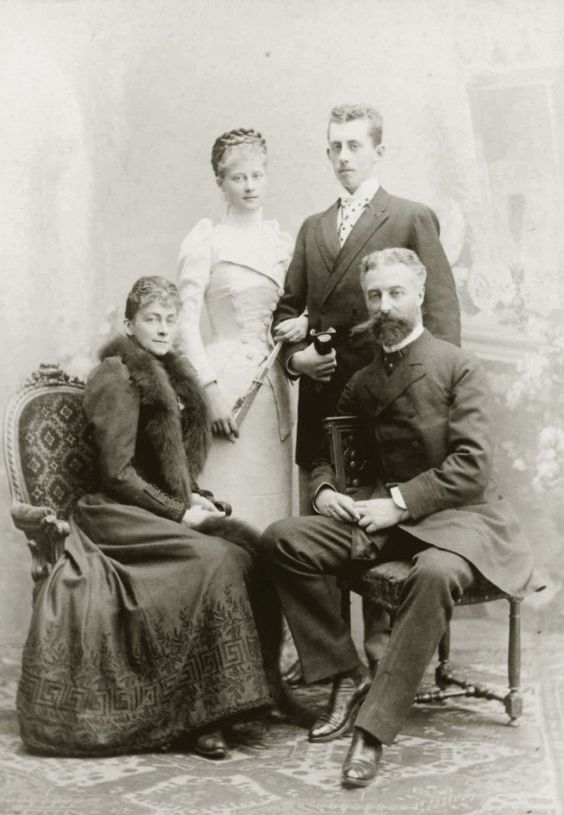
Sophie Charlotte mit ihrem Mann Herzog Ferdinand von Alençon (vorne) und den Kindern Louise und Emmanuel (hinten), um 1888

## Rezeption
In den bisherigen Verfilmungen des Lebens von Ludwig II. von Bayern erscheint Herzogin Sophie in Bayern als Nebenfigur. In der Verfilmung Ludwig II. – Glanz und Ende eines Königs von 1955 spielt Marianne Koch die kurzzeitige Verlobte des Königs. Im historischen Filmdrama Ludwig II. von Luchino Visconti aus dem Jahr 1972 verkörpert die französische Schauspielerin Sonia Petrovna Sophie in Bayern. In der jüngsten Verfilmung aus dem Jahr 2012 von Marie Noëlle und Peter Sehr spielt Paula Beer die junge Herzogin. Im Jahr 2000 wurde darüber hinaus ein Zweiteiler für RTL produziert, der das Schicksal Sophies in den Mittelpunkt stellt. Die Titelrolle in Sophie – Sissis kleine Schwester spielt Valerie Koch. Im Jahr 2024 erschien die vierte Staffel der RTL-Produktion Sisi, in welcher Sophie sowie deren Verhältnis und Verlobung mit Ludwig II. von Bayern eine erhebliche Rolle spielen. Hier wird Sophie von Philine Schmölzer gespielt.

## Film
Sisis berühmte Geschwister, BR-Filmdokumentation von Bernhard Graf, 2016